# Roślinność alpejska

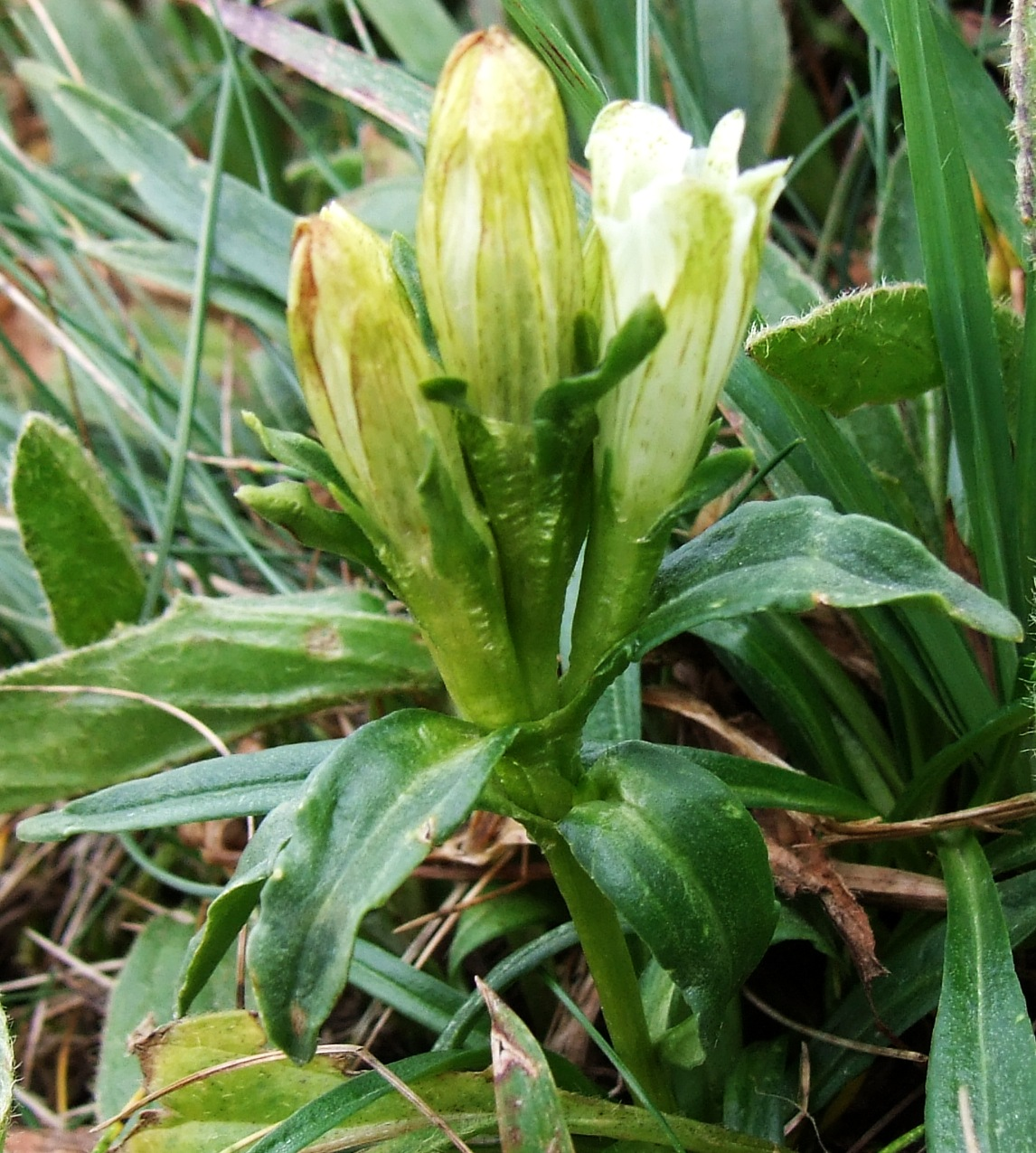
Goryczka przezroczysta – jedna z najbardziej wysokogórskich roślin kwiatowych

Roślinność alpejska – zbiorowiska roślinne występujące w górach powyżej górnej granicy lasu i zarośli (np. kosodrzewiny), złożone z roślin zielnych i krzewinek. Dominują gatunki wieloletnie o krótkim okresie wegetacyjnym, zwykle o silnie rozbudowanym systemie korzeniowym i krępej części pędowej. W Tatrach roślinność alpejska występuje na wysokości 1800–2300 m n.p.m. Przykłady roślin alpejskich we florze Polski: rogownica jednokwiatowa, goryczka przezroczysta, skalnica bazaltowa, rdest żyworodny, jaskier lodnikowy, wierzba zielna, sit skucina, kostrzewa pstra, skalnica naradkowata. 
Niektóre gatunki roślinności alpejskiej w Polsce występują także w Beskidach (na Babiej Górze) i Sudetach (szczytowe partie Karkonoszy). 